# Agalliopsis atricollis
Agalliopsis atricollis är en insektsart som beskrevs av Rauno E. Linnavuori 1956. Agalliopsis atricollis ingår i släktet Agalliopsis och familjen dvärgstritar. Inga underarter finns listade i Catalogue of Life.